# Photoalbum
Photoalbum je studiové album českého kytaristy Ivana Krále, vydané krátce po vydání soundtracku Cabriolet, v roce 2001. Na albu vedle Krále hrajícího na kytary, baskytary i klávesové nástroje, hraje pouze bubeník Emil Frátrik a Vladimír Papež hrající na harmoniku. Jde o jeho poslední studiové album až do roku 2014, kdy vyšlo Always.

## Seznam skladeb
1. Pretty Lady
2. You Take My Money
3. Funny Farm
4. Put'em Up!
5. Telling Lies
6. Smoke Out
7. I'm Lazy
8. Another Broken Heart
9. Time
10. You're No Good
11. Let It Go
12. Hold Me Now
13. Addiction
14. Dark Eyes

## Obsazení
- Ivan Král – kytara, baskytara, klávesy, zpěv
- Emil Frátrik – bicí
- Vladimír Papež – harmonika